# Plaza Artigas (Paysandú)
La plaza Artigas es una de las plazas características de la ciudad de Paysandú, Uruguay. Se ubica en la zona céntrica. Alberga la tercera escultura construida en homenaje a José Gervasio Artigas. 

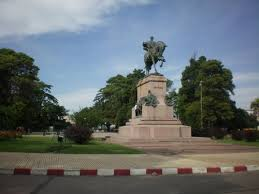
Plaza Artigas Paysandú

## Ubicación
Se sitúa en el centro de la ciudad sanducera sobre la Avenida 18 de julio entre las calles Entre Ríos y Zelmar Michelini. 

## Historia
En 1912, luego de una reunión en el Ateneo de Paysandú donde se conmemoraba el aniversario de la Declaratoria de la Independencia,  se propuso la idea construir una plaza en homenaje a Artigas.
El escultor italiano Ezio Ceccarelli estuvo al frente del diseño. Existieron algunos contratiempos para concretar la construcción  de la plaza, incluso hubo modificaciones en el diseño general.
El 9 de octubre de 1930 se aprueba la iniciativa para concretar la construcción de una plaza alrededor del Monumento a José Gervasio Artigas ubicado en el centro de la ciudad.

## Cultura
Es un espacio donde se desalloran múltiples convocatorias como los actos patrióticos realizados todos los años con las distintas instituciones y autoridades de la ciudad.